# Piazza Pitagora
Piazza Pitagora è la piazza principale della città di Crotone, in Calabria. Intitolata al filosofo Pitagora, fondatore dell'omonima scuola filosofica.
Nel 2023 ha ospitato il concerto Rai di fine anno L'anno che verrà.
È anche stata la prima sede di Video Calabria, rete televisiva calabrese.